# Херринг, Марк
Марк Ранкин Херринг (англ. Mark Rankin Herring; род. 25 сентября 1961 года, Джонсон-Сити, Теннесси) — американский юрист и политик-демократ, генеральный прокурор штата Виргиния с 2014 года.
Кандидат на должность губернатора Виргинии в 2021 году.

## Биография
Херринг переехал в Лисбург, штат Виргиния, в возрасте 12 лет. Воспитанный матерью-одиночкой, он окончил среднюю школу Лаудон-Вэлли в 1979 году и работал на стройке и на многих других работах, чтобы платить за колледж. Он получил степень бакалавра искусств по специальности «Международные отношения и экономика» в Виргинском университете. Он также имеет степень магистра по международным отношениям. Херринг получил степень доктора в Школе права Ричмондского университета.
С 1992 по 1999 год он являлся городским прокурором в Ловетсвилле, штат Виргиния, с 2000 по 2003 год занимал выборные должности в Совете наблюдателей округа Лаудон. Он является руководителем юридической фирмы The Herring Law Firm, P.C., в Лисбурге, Виргиния.
Член Сената Виргинии с 2006 по 2014 год, представлял 33-й округ, состоящий из частей округов Фэрфакс и Лаудон.